# ステップ・バック〜ルーツ2
『ステップ・バック〜ルーツ2』（原題：Step Back）は、アメリカ合衆国のブルース・ミュージシャン、ジョニー・ウィンターが生前最後に録音したアルバム。ウィンターは本作レコーディング終了後の2014年7月16日に死去しており、同年9月に遺作として発表された。

## 背景
前作『ルーツ』と同様、多くのゲストを迎えて、ウィンターに影響を与えたブルース・ミュージシャンの曲を取り上げた内容である。ウィンターは2013年の時点で本作の構想を練っており、JAM Magazine Onlineの2013年2月号のインタビューでは、ビリー・ギボンズ、エリック・クラプトン、ドクター・ジョンに加えて、最終的には不参加となったグレッグ・オールマン、マーク・ノップラー、エリック・ジョンソンもゲスト候補に挙げていた。
ライトニン・ホプキンスのカヴァー「モジョ・ハンド」にゲスト参加したジョー・ペリーは「ジョニー・ウィンターがいなかったら、俺はギターを持たなかっただろうね」とコメントしている。
ウィンターが存命だった2014年6月には、本作のリリース予定日が報じられ、ウィンター自身は「古い音楽を聴いていない現代の人々に届けたいんだ」と語っている。

## 反響・評価
本作はセールス的に大きな成功を収め、母国アメリカのBillboard 200では17位に達して、『スティル・アライヴ・アンド・ウェル』（1973年）の自己最高記録（22位）を上回った。また、『ビルボード』のブルース・アルバム・チャート及びインディペンデント・アルバム・チャートでは1位を獲得し、ロック・アルバム・チャートでは3位を記録。2015年2月の第57回グラミー賞では最優秀ブルース・アルバム賞を受賞。
ヨーロッパでもヒットを記録して、スイス、ドイツ、オーストリアではウィンター初のアルバム・チャート入りを果たし、これらの国ではいずれもトップ30入りしている。
Steve Legettはオールミュージックにおいて5点満点中3.5点を付け「ここには革新性も特段の驚きもないが、全編ともソリッドで、ウィンターがブルース及び彼の遺産と共に、そして何より、彼の技巧が衰えることなく安らかに逝去したことが分かるのは慰めになる」と評している。

## 収録曲
1. アンチェイン・マイ・ハート - "Unchain My Heart" (Bobby Sharp) - 3:15
  - Featuring:ブルース・ブラザーズ・ホーンズ（ホーン・セクション）
2. キャント・ホールド・アウト - "Can't Hold Out (Talk to Me Baby)" (Willie Dixon) - 4:09
  - Featuring:ベン・ハーパー（ラップ・スライド・ギター、ボーカル）
3. ドント・ウォント・ノー・ウーマン - "Don't Want No Woman" (Don Robey) - 3:07
  - Featuring:エリック・クラプトン（ギター）
4. キリング・フロア - "Killing Floor" (Howlin' Wolf) - 4:28
  - Featuring:ポール・ネルソン（ギター）
5. フー・ドゥ・ユー・ラヴ - "Who Do You Love" (Bo Diddley) - 2:52
6. オキ・ドキ・ストンプ - "Okie Dokie Stomp" (Clarence "Gatemouth" Brown) - 2:58
  - Featuring:ブライアン・セッツァー（ギター）
7. ホエア・キャン・ユー・ビー - "Where Can You Be" (Jimmy Reed) - 3:58
  - Featuring:ビリー・ギボンズ（ギター）
8. スウィート・シックスティーン - "Sweet Sixteen" (B.B. King, Joe Josea) - 7:57
  - Featuring:ジョー・ボナマッサ（ギター）
9. デス・レター - "Death Letter" (Son House) - 3:39
10. マイ・ベイブ - "My Babe" (W. Dixon) - 4:25
  - Featuring:ジェイソン・リッチ（ハーモニカ）
11. のっぽのサリー - "Long Tall Sally" (Little Richard, Robert Blackwell, Enotris Johnson) - 2:53
  - Featuring:レスリー・ウェスト（ギター）
12. モジョ・ハンド - "Mojo Hand" (Lightnin' Hopkins) - 3:49
  - Featuring:ジョー・ペリー（ギター）
13. ブルー・マンデー - "Blue Monday" (Dave Bartholomew) - 3:02
  - Featuring:ドクター・ジョン（ピアノ）

## 参加ミュージシャン
フィーチャリング・ゲストに関しては上記「収録曲」参照。
- ジョニー・ウィンター - ボーカル、ギター、スライドギター
- ポール・ネルソン - ギター・ソロ(#4)、リズムギター
- スコット・スプレイ - ベース
- トミー・キュリアール - ドラムス
- マイク・ディメオ - オルガン(#1, #8)、ピアノ(#3, #5, #6, #10, #11, #13)
- フランク・ラトーレ - ハーモニカ(#4)
- トム・マローン - トロンボーン(#1, #6, #8, #13)
- ルー・マリーニ - サックス(#1, #6, #8, #13)
- ジョー・メオ - サックス(#1, #6, #8, #13)
- ドン・ハリス - トランペット(#1, #6, #8, #13)
- ウェンディ・ブラウン・ラシャド - バッキング・ボーカル(#1)
- シャウナ・ジャクソン - バッキング・ボーカル(#1)
- シンシア・サープ - バッキング・ボーカル(#1)
- メレディス・ディレンマ - バッキング・ボーカル(#5)